# موزه و کتابخانه ریاست جمهوری فرانکلین روزولت

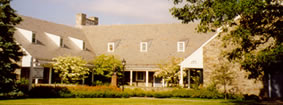
ساختمان اصلی کتابخانه

موزه و کتابخانه ریاست جمهوری فرنکلین روزولت (به انگلیسی: Franklin D. Roosevelt Presidential Library and Museum) یک مرکز فرهنگی و کتابخانه اسناد دولتی دوران ریاست جمهوری فرنکلین روزولت است.
این مرکز فرهنگی در نیویورک قرار دارد.